# José Evaristo Uriburu

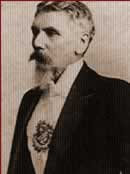
José Evaristo Uriburu

José Evaristo de Uriburu y Álvarez de Arenales (* 19. November 1831 in Salta; † 15. Oktober 1914 in Buenos Aires) war ein argentinischer Anwalt und Politiker. Vom 23. Januar 1895 bis zum 12. Oktober 1898 war er Präsident Argentiniens. Er gehörte der Partido Autonomista Nacional an.

## Leben
Uriburu begann seine Laufbahn 1867 als Justizminister unter der Regierung von Bartolomé Mitre, von 1872 bis 1874 war er Bundesrichter in Salta, anschließend Abgeordneter im Unterhaus des Nationalkongresses. Nach dem Salpeterkrieg (1879 bis 1884) zwischen Chile, Peru und Bolivien nahm er als Schlichter an den Friedensverhandlungen teil. Von 1892 bis 1895 war er Vizepräsident und wurde Präsident, als Luis Sáenz Peña zurücktrat. Von 1901 bis 1910 war Uriburu Senator für die Stadt Buenos Aires.
In seine Amtszeit als Präsident fiel die Verfassungsreform von 1898, er schuf außerdem die Nationale Lotterie und gründete das Museo Nacional de Bellas Artes in Buenos Aires sowie die Escuela Técnica Otto Krause.
Uriburu ist der Sohn von Evaristo de Uriburu und María Josefa Alvarez de Arenales. Er war zweimal verheiratet, in erster Ehe mit Virginia Uriburu, mit der er fünf Kinder hatte (Rita, Sara, Jorge, Carlos und Virginia de Uriburu); in zweiter Ehe mit Leonor Tezanos Pinto, mit der er zwei weitere Kinder hatte (José Evaristo jun. und Leonor de Uriburu). Sein Neffe und früher Mitarbeiter José Félix Uriburu wurde ein einflussreicher argentinischer Militär und war der Protagonist des ersten Militärputschs in Argentinien, mit dem er sich im September 1930 zum provisorischen Staatspräsidenten erhob.